# Capricornia Cays nationalpark
Capricornia Cays nationalpark är en nationalpark i Australien.   Den ligger i delstaten Queensland, i den östra delen av landet, 1 300 km norr om huvudstaden Canberra.